# Pigeon d'argile (film)
Pour plus de détails, voir Fiche technique et Distribution.
Le Pigeon d'argile (titre original : Clay Pigeon) est un film américain de Tom Stern et Lane Slate sorti en 1971.

## Synopsis
Un vétéran de la Guerre du Viêt Nam est chargé par le FBI d'opérer sous une couverture pour retrouver d'autres anciens soldats trempant dans le trafic de drogue de Los Angeles...

## Fiche technique
- Titre ogirinal : Clay Pigeon
- Réalisation : Tom Stern et Lane Slate
- Scénario : Ronald Buck, Jack Gross Jr. et Buddy Ruskin d'après une histoire de Jack Gross Jr. et Buddy Ruskin
- Directeur de la photographie : Alan Stensvold
- Montage : Danford B. Greene
- Décors : Jeremy Kay
- Production : Tom Stern et Lane Slate
- Genre : Film d'action, Drame
- Pays :  États-Unis
- Durée : 93 minutes (1 h 33)
- Dates de sortie :
  - États-Unis : Août 1971
  - France : 21 août 1974

## Distribution
- Tom Stern (VF : Jacques Thébault) : Joe Ryan
- Telly Savalas (VF : Michel Gatineau) : Frank Redford
- Robert Vaughn (VF : Claude Joseph) : Henry Neilson
- John Marley (VF : Pierre Garin) : le capitaine de Police
- Burgess Meredith (VF : Maurice Chevit) : Freedom (Liberté en VF) Lovelace
- Ivan Dixon (VF : Jean Violette) : Simon
- Jeff Corey (VF : Jacques Torrens) : le docteur de la clinique
- Marilyn Akin (VF : Arlette Thomas) : Angeline (Angelina en VF)
- Marlene Clark : Saddle
- Belinda Palmer (VF : Evelyn Selena) : Tracy
- Mario Alcade (VF : René Bériard) : Jason
- Peter Lawford (VF : Albert Augier) : l'agent du gouvernement